# دان كارلن
دان كارلن (بالإنجليزية: Dan Carlin)‏ هو مقدم برامج إذاعية أمريكي، ولد في 14 نوفمبر 1965.

## وصلات خارجية
- الموقع الرسمي